# Obereopsis paravariipes
Obereopsis paravariipes là một loài bọ cánh cứng trong họ Cerambycidae.